# Kherikala

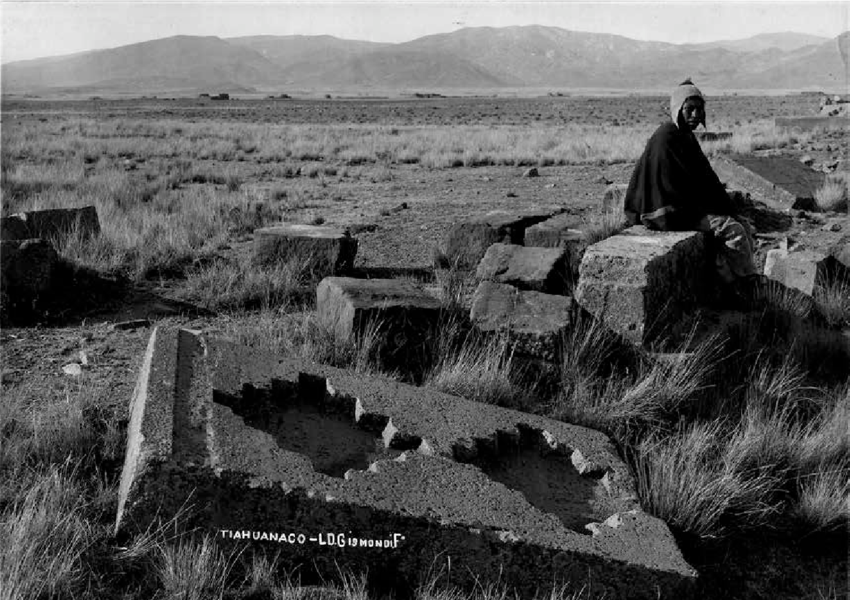
Historische Fotografie der Ruinen von Kherikala von Luigi Doménico Gismondi um 1907

Kherikala (auch Kerikala oder Queri Cala) ist eine in Ruinen liegende Hofstruktur der Ruinenstätte Tiwanaku in Bolivien. Innerhalb Tiwanakus befindet sich Klerikala sechzig Meter westlich von Putuni. Kherikala ist eine etwa 70 mal 50 Meter große Struktur, die einst Mauern besessen hat, die einen Hof umgaben. Heute sind nur noch die Fundamente von einer durchgehenden Mauer mit Räumen vorhanden, die einst den Hof umgab. Alle Räume waren zusammenhängend, lang und schmal und weniger als 2 m breit. Ein Grundriss Kherikalas wurde von Escalante 1993 erstellt. Der Name Kherikala geht auf den  bolivianischen Archäologen Carlos Ponce Sanginés zurück und ist somit kein Name von historischer Signifikanz. Nördlich von Kherikala befindet sich das Mondtor.

## Stufenmotiv

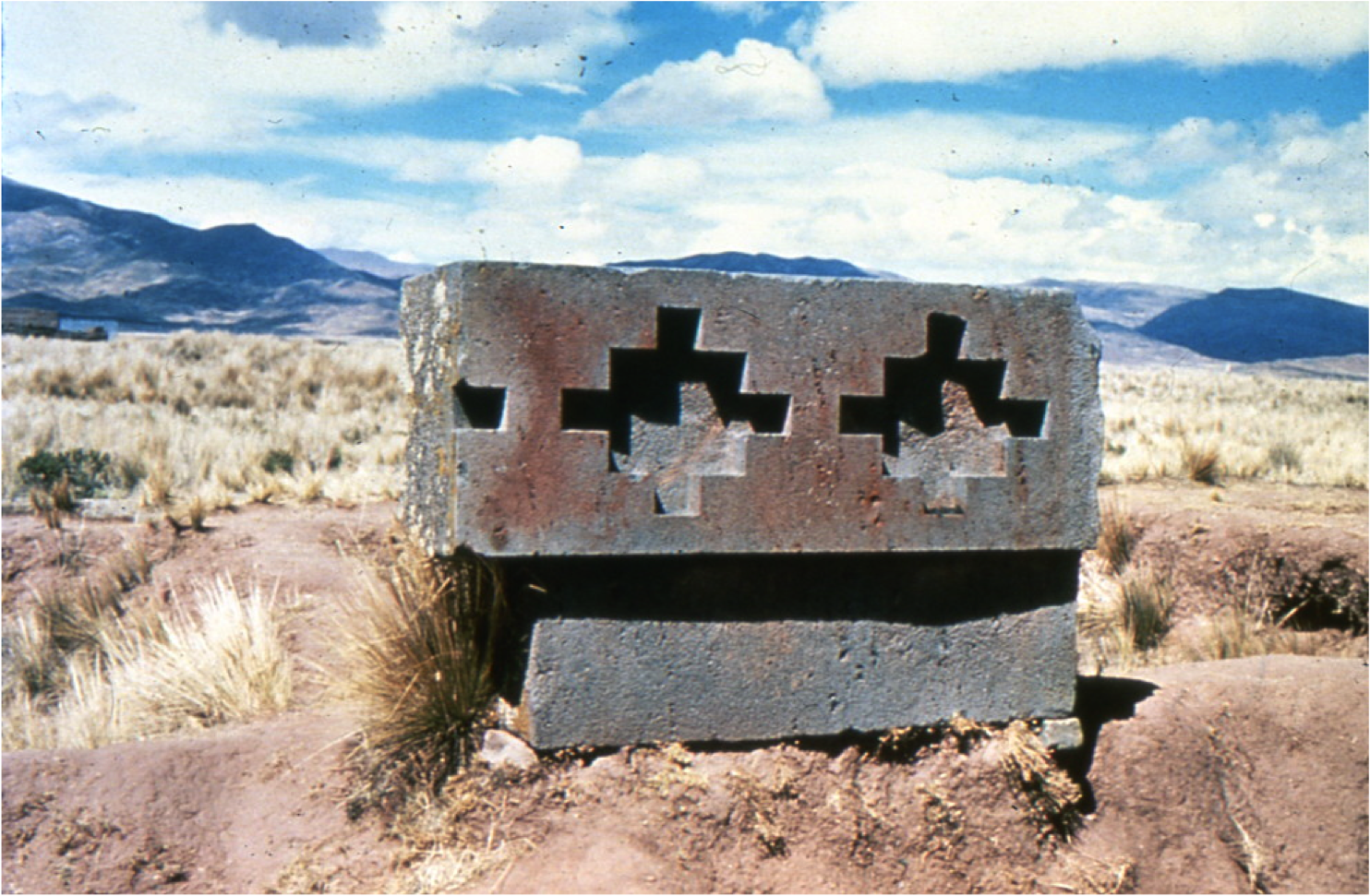
Stufenmotiv an einem Steinblock bei Kherikala; heute im örtlichen Museum

Bei Kherikala wurden Steinblöcke mit dem Stufenmotiv (Andenkreuz) gefunden, welches ein Markenzeichen der Tiwanaku-Architektur ist. Das Andenkreuz-Motiv findet sich ebenso bei Kantatayita.